# IC 5152
IC 5152 (również PGC 67908) – karłowata galaktyka nieregularna oddalona o około 6,4 miliona lat świetlnych. Jest bliskim sąsiadem Lokalnej Grupy Galaktyk. Odkrył ją DeLisle Stewart w 1899 roku.
Jej jasność wizualna wynosi 10,9. Jej wymiary osiągają około 9700 na 6000 lat świetlnych.
W IC 5152 nie obserwowano dotąd żadnej supernowej.